# Cathartosilvanus imbellis
Cathartosilvanus imbellis är en skalbaggsart som först beskrevs av Leconte 1854.  Cathartosilvanus imbellis ingår i släktet Cathartosilvanus och familjen smalplattbaggar. Inga underarter finns listade i Catalogue of Life.